# وریزیا فنسترالیس
وریزیا فنسترالیس (نام علمی: Vriesea fenestralis) نام یک گونه از تیره آناناسیان است.